# Markus Freitag
Markus Freitag (* 11. November 1968 in Waldshut-Tiengen) ist ein deutscher Soziologe. Er ist ordentlicher Professor für Politische Soziologie am Institut für Politikwissenschaft an der Universität Bern.

## Leben
Markus Freitag studierte an der Universität Heidelberg Politikwissenschaft, Volkswirtschaftslehre und Germanistik. Dort erwarb er 1995 den Abschluss eines Magister Artium. Er war anschließend als wissenschaftlicher Assistent an der Universität Bern tätig, wo er 1999 auch promovierte. In der Folge führten ihn Forschungs- und Lehraufenthalte an das Europainstitut in Basel, an die ETH Zürich und an die University of Essex. Anschließend wirkte Freitag als Lehrbeauftragter an der Universität Konstanz und als Forschungsassistent an der Universität Bern. Von 2004 bis 2005 war er Juniorprofessor für Vergleichende Politikwissenschaft an der Humboldt-Universität zu Berlin. Vor seinem Wechsel nach Bern hatte Freitag ab Ende 2005 den Lehrstuhl für Vergleichende Politik an der Universität Konstanz inne. Seit August 2011 Direktor am Institut für Politikwissenschaft der Universität Bern und Inhaber der Professur für Politische Soziologie.
Im Zentrum seiner Forschungstätigkeit stehen die gesellschaftlichen Folgen der direkten Demokratie, Aspekte sozialer Beziehungen und der Toleranz sowie die politische und soziale Partizipation in der Schweiz und im internationalen Vergleich. Eine Vielzahl seiner Arbeiten beschäftigt sich mit dem Konzept des sozialen Kapitals. Überdies leitet Freitag in Zusammenarbeit mit der Schweizerischen Gemeinnützigen Gesellschaft (SGG), dem Migros-Kulturprozent und dem Bundesamt für Statistik (BFS) die wissenschaftliche Dauerbeobachtung des freiwilligen Engagements in der Schweiz (Freiwilligen-Monitor Schweiz).

## Schriften
- Deutschland, Österreich und die Schweiz. Politische Systeme im Vergleich. Ein sozialwissenschaftliches Datenhandbuch. Opladen: Leske und Budrich, 1997 (zusammen mit Klaus Armingeon).
- Politik und Währung. Ein internationaler Vergleich. Bern/Stuttgart/Wien: Paul Haupt, 1999.
- Direkte Demokratie. Bestandsaufnahmen und Wirkungen im internationalen Vergleich. München: LIT, 2007 (Herausgeber zusammen mit Uwe Wagschal).
- Sozialkapital. Grundlagen und Anwendung. Sonderheft Nr. 47 der Kölner Zeitschrift für Soziologie und Sozialpsychologie, Wiesbaden: VS-Verlag, 2007 (Herausgeber zusammen mit Axel Franzen).
- Freiwilligen-Monitor Schweiz 2007. Zürich: Seismo, 2007 (zusammen mit Isabelle Stadelmann-Steffen und Marc Bühlmann).
- Die Demokratien der deutschen Bundesländer. Politische Institutionen im Vergleich. Stuttgart: UTB (Herausgeber zusammen mit Adrian Vatter), 2008.
- Vergleichende subnationale Analysen für Deutschland. Institutionen, Staatstätigkeiten und Politische Kulturen. München: LIT, 2010 (Herausgeber zusammen mit Adrian Vatter).
- Freiwilligen-Monitor Schweiz 2010. Zürich: Seismo, 2010 (zusammen mit Isabelle Stadelmann-Steffen, Richard Traunmüller und Birte Gundelach).
- Zivilgesellschaft in der Schweiz. Analysen zum Vereinsengagement auf lokaler Ebene. Zürich: Seismo, 2012 (zusammen mit Richard Traunmüller, Isabelle Stadelmann-Steffen und Kathrin Ackermann).
- (Hrsg.) Das soziale Kapital der Schweiz. Zürich: NZZ Libro, 2014.